# ReLoad
ReLoad je sedmi studijski album američkog heavy metal sastava Metallica, izdan 1997. godine. Album predstavlja nastavak njihovog prijašnjeg albuma Load pa je bubnjar Lars Ulrich izjavio: "To je druga polovica Loada. Samo izlazi godinu i pol kasnije.".
Poput prethodnika, i ovaj je album komercijalno bio veoma uspješan te se u SAD-u prodao u više od četiri milijuna primjeraka i dospio do broja jedan na Billboardovoj top ljestvici albuma.

## Popis pjesama
Tekstovi: James Hetfield. 
| 1.    | »Fuel«                      | Hetfield, Lars Ulrich, Kirk Hammett | 4:30 |
| 2.    | »The Memory Remains«        | Hetfield, Ulrich                    | 4:39 |
| 3.    | »Devil's Dance«             | Hetfield, Ulrich                    | 5:19 |
| 4.    | »The Unforgiven II«         | Hetfield, Ulrich, Hammett           | 6:36 |
| 5.    | »Better than You«           | Hetfield, Ulrich                    | 5:22 |
| 6.    | »Slither«                   | Hetfield, Ulrich, Hammett           | 5:13 |
| 7.    | »Carpe Diem Baby«           | Hetfield, Ulrich, Hammett           | 6:12 |
| 8.    | »Bad Seed«                  | Hetfield, Ulrich, Hammett           | 4:05 |
| 9.    | »Where the Wild Things Are« | Hetfield, Ulrich, Jason Newsted     | 6:54 |
| 10.   | »Prince Charming«           | Hetfield, Ulrich                    | 6:05 |
| 11.   | »Low Man's Lyric«           | Hetfield, Ulrich                    | 7:37 |
| 12.   | »Attitude«                  | Hetfield, Ulrich                    | 5:16 |
| 13.   | »Fixxxer«                   | Hetfield, Ulrich, Hammett           | 8:15 |
| 76:03 |                             |                                     |      |

## Zasluge
Metallica
- James Hetfield – pjevač, ritam gitara
- Kirk Hammett – glavna gitara
- Jason Newsted – bas-gitara
- Lars Ulrich – bubnjevi, udaraljke

## Top liste

### Album
| Top lista (1997.) | Pozicija |
| ----------------- | -------- |
| SAD Billboard 200 | 1        |
| Velika Britanija  | 4        |
| Kanada            | 2        |

### Singlovi
| Singl                | Top lista (1997.)                | Pozicija |
| -------------------- | -------------------------------- | -------- |
| "Fuel"               | UK Top Ljestvica Singlova        | 3        |
| "The Memory Remains" | Billboard Mainstream Rock Tracks | 3        |
| "The Memory Remains" | Billboard Hot 100                | 28       |
| "The Memory Remains" | UK Top Ljestvica Singlova        | 12       |
| "The Unforgiven II"  | Billboard Mainstream Rock Tracks | 1        |
| "The Unforgiven II"  | Billboard Hot 100                | 59       |
| "Better than You"    | Mainstream Rock Tracks           | 7        |

## Vanjske poveznice
- allmusic.com - ReLoad